# Canvas (materiaal)
Canvas (linnen doek of hennepweefsel) is een stevig weefsel met een platte binding, traditioneel gemaakt van hennepvezels. Tegenwoordig bestaat het vaak geheel of gedeeltelijk uit andere vezels, bijvoorbeeld kunststoffen, linnen of katoen.

## Etymologie
Het woord canvas is afgeleid van het 13e-eeuwse Engels-Frans woord canevaz en het Oudfrans canevas. Beide zijn waarschijnlijk afgeleid van het Vulgair Latijn (of Volkslatijn) cannapaceus wat betekent "gemaakt van hennep", afkomstig van het Griekse κάνναβις (cannabis).

## Toepassingen

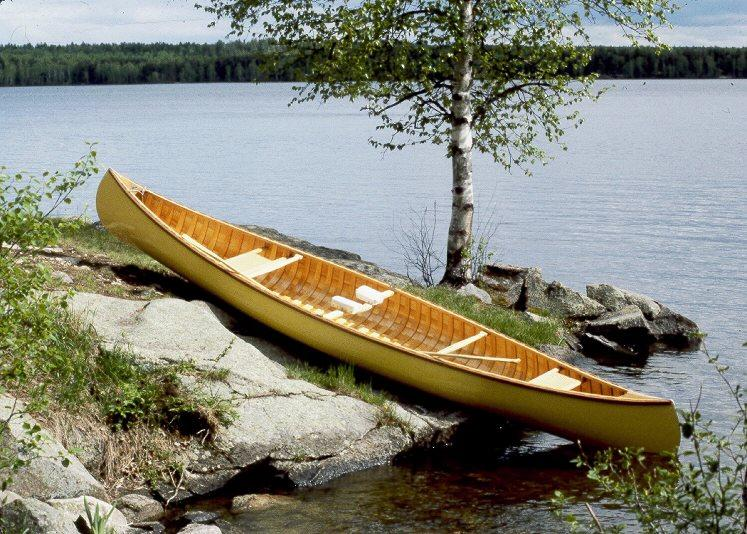
Houten kano met canvas 'huid'

Canvas wordt in de schilderkunst gebruikt als schildersdoek meestal met olieverf. Een der oudste nog bestaande olieverfschilderijen op doek is het Franse schilderij "Madonna met engelen" uit 1410 (Gemäldegalerie, Berlijn).

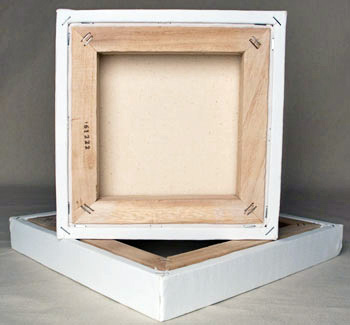
Canvas met raamwerk

Canvas werd gebruikt voor (dek)zeilen, zonneschermen en dergelijke. In deze toepassingen is het grotendeels vervangen door synthetische materialen.
Canvas wordt tegenwoordig ook wel weer voor tassen en kleding gebruikt, maar dan wordt het materiaal meestal gewoon hennep genoemd.
Canvas dat van een inkjet-coating is voorzien, kan uitstekend gebruikt worden voor reproducties van schilderijen. Dit geeft een authentiek effect, hoewel het reliëf, veroorzaakt door dikke klodders verf in het origineel, natuurlijk niet te zien is.
Met deze methode is ook een eigen foto, afgedrukt op canvas, net een schilderij. Deze methode staat ook wel bekend als print op linnen. 